# 李震 (正統進士)
李震（？—1475年），字用初，順天府宛平縣（今北京）人，明朝政治人物。正統進士。成化初官至兵部侍郎。

## 生平
正統元年（1436年）登丙辰科進士，選庶吉士。正統六年（1441年），授工科給事中。兩年後升工科右給事中。丁憂去職。土木之變後，京師戒嚴，李震奪情起用，守東直門。
景泰元年（1450年），任通政使司左參議、南京通政使司左參議。天順二年（1458年），任南京兵部右侍郎。成化二年（1466年），授兵部右侍郎，次年改左侍郎。巡視紫荊關，置立界牌，禁伐林木，衛護關隘。還朝不久卒。